# 冰心默庐
冰心默庐，位于中国云南省昆明市呈贡区龙城街道三台山上，呈贡人民武装部院内，原名为“华氏墓庐”，为呈贡斗南村华氏家族于民国初年修建用于守坟和追祭先辈时歇息地。建筑结构为三间耳房民居建筑，坐西向东，占地面积313.9平方米。抗日战争时期，著名女作家冰心一家于1938年至1940年在此居住。期间旅居昆明的梅贻琦、费孝通等学者和冰心的学生们时而在此聚会。1940年2月28日，冰心在香港《大公报》上发表散文《默庐试笔》，赞美呈贡的风光及景物，冰心取“墓”的谐音字“默”，“默庐”雅号流传至今。
冰心默庐于2003年被列为昆明市级文物保护单位，2005年10月经揭顶修葺后全面开放。2019年公布为云南省级文物保护单位。